# Planeta telúrico

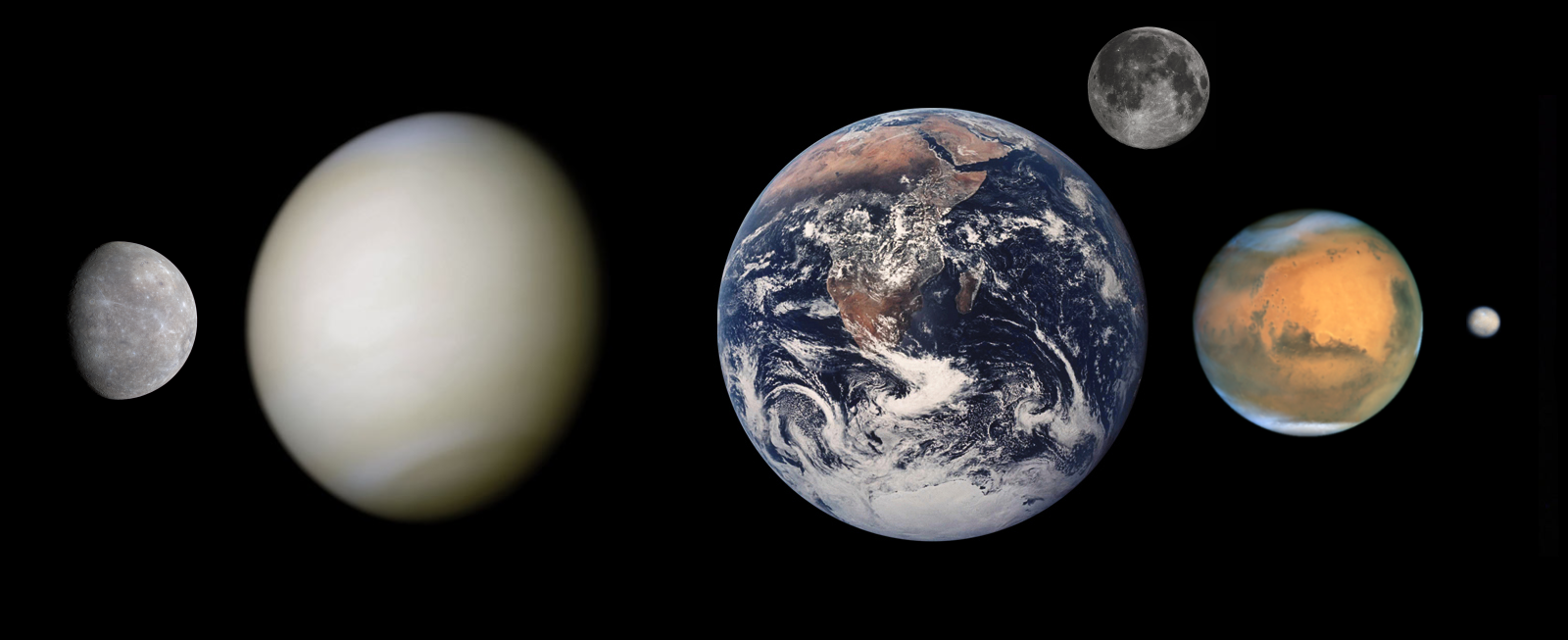
Mercúrio, Vênus, Terra e la Lua, e Marte

Um planeta telúrico (do latim "tellus", um sinónimo de Terra) ou planeta sólido é um planeta rochoso assim como a Terra. Os planetas telúricos do Sistema Solar são Mercúrio, Vênus, Terra e Marte. Estão mais próximos do Sol e por isso estão situados no Sistema Solar interior e têm maior densidade que os planetas gasosos (Júpiter, Saturno, Urano e Netuno). Esta relação planetária tem a ver com a formação do Sistema Solar, em que os materiais mais densos tendem a se concentrar mais perto do Sol e os mais leves mais longe do Sol. Sua composição interna é basicamente de rochas (silicatos), ferro e outros metais pesados.

## Colonização de planetas telúricos
Ao se falar de Colonização espacial, quase sempre se fala dos planetas telúricos (esquecendo os asteroides e satélites naturais), pois estes planetas são, em teoria, habitáveis e exploráveis se sofrerem uma Terraformação, pois de acordo com este conceito são os únicos plausíveis de aplicação desta técnica e, além disto, facilitaria pela sua proximidade física com a Terra, o que não criaria tantas diferenças. Sua composição se baseia em metais e recursos exploráveis e, desde que a atmosfera e superfície não se demonstrem hostis, poderiam ser habitados.

## Planetas telúricos extrassolares
Devido a tecnologia atual para observação de planetas extrassolares, dos mais de 300 planetas extrassolares já descobertos, uma dúzia são corpos rochosos, mas é possível que vários desses planetas estejam orbitando os planetas gasosos na forma de satélites naturais; como os gasosos são bem maiores, sua descoberta é muito mais facilitada em comparação com os rochosos, por isso o número de telúricos extrassolares conhecidos é tão pequeno ainda.

## Tipos
Várias classificações possíveis para planetas terrestres foram propostas:

### Planeta silicato
O tipo padrão de planeta terrestre visto no Sistema Solar, feito principalmente de manto rochoso à base de silício com um núcleo metálico (ferro).

### Planeta carbono (também chamado "planeta diamante")
Uma classe teórica de planetas, composta por um núcleo de metal cercado principalmente por minerais à base de carbono. Eles podem ser considerados um tipo de planeta telúrico se o conteúdo de metal dominar. O Sistema Solar não contém planetas de carbono, mas possui asteroides carbonáceos.

### Planeta de ferro
Um tipo teórico de planeta terrestre que consiste quase inteiramente de ferro e, portanto, tem uma densidade maior e um raio menor que outros planetas telúricos de massa comparável. Mercúrio no sistema solar possui um núcleo metálico igual a 60-70% de sua massa planetária. Pensa-se que os planetas de ferro se formem nas regiões de alta temperatura próximas a uma estrela, como Mercúrio, e se o disco protoplanetário for rico em ferro.

### Planeta sem núcleo
Um tipo teórico de planeta terrestre que consiste em rocha de silicato, mas não possui núcleo metálico, isto é, o oposto de um planeta de ferro. Embora o Sistema Solar não contenha planetas sem núcleo, asteroides condritos e meteoritos são comuns no Sistema Solar. Pensa-se que os planetas sem núcleo se formem mais longe da estrela, onde o material oxidante volátil é mais comum.